# Groß Beuster
Groß Beuster ist ein Wohnplatz im Ortsteil Beuster der Hansestadt Seehausen (Altmark) im Landkreis Stendal in Sachsen-Anhalt.

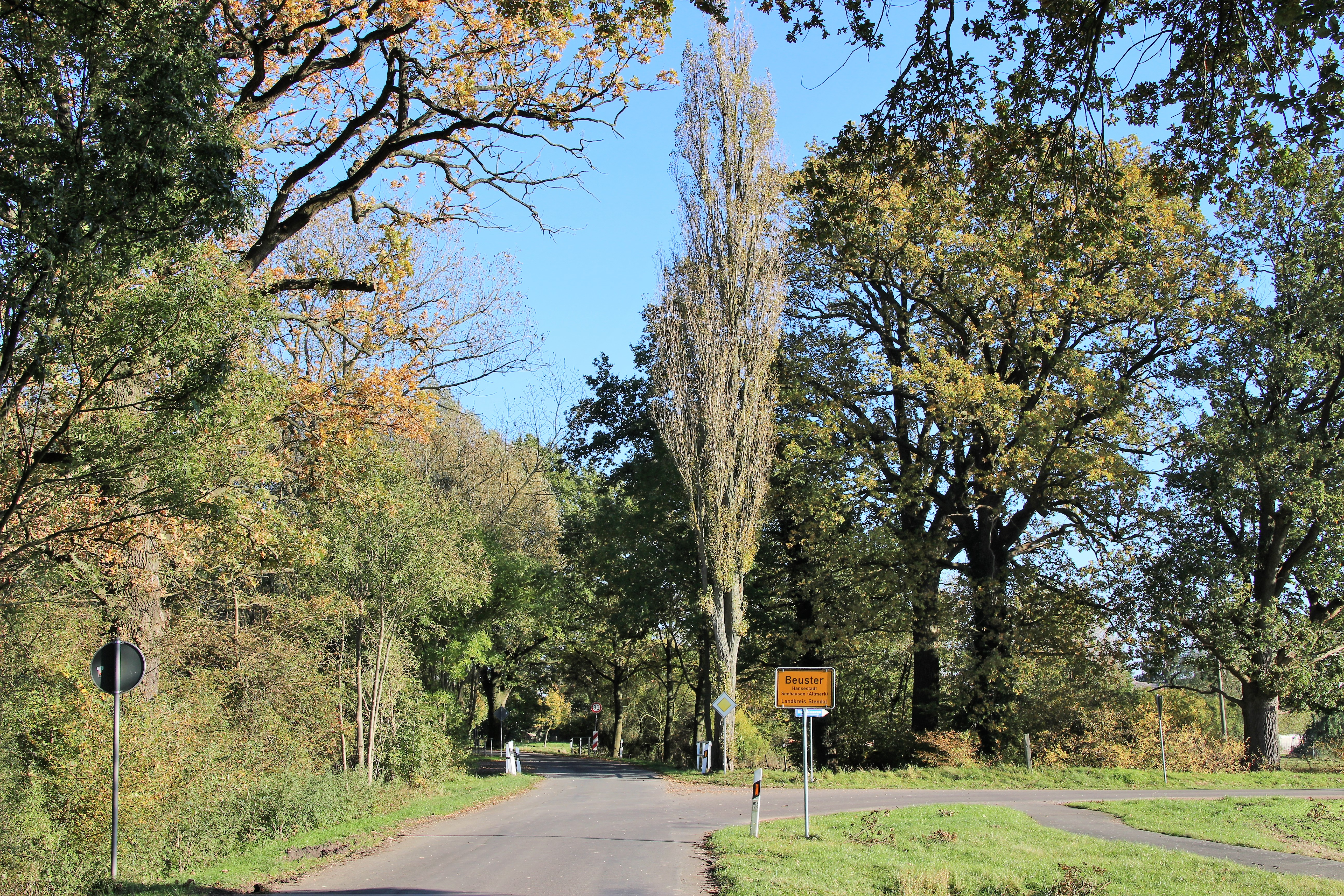
Nordwestlicher Ortseingang von Beuster

## Geografie
Der Wohnplatz Groß Beuster, ursprünglich ein Rundplatzdorf, ist heute der nordwestliche Teil des Dorfes Beuster, unterwärts nach der Elbe gelegen, früher auch Unterbeuster genannt. Groß Beuster liegt an einem Altarm der Elbe im Norden der Wische in der Altmark. Die Elbdeichwässerung, ein kleiner Graben, bildet die Grenze zwischen Groß und Klein Beuster. Das Gewässer mündet westlich des Dorfes in den Aland. Es hieß noch 1937 „Tauber Aland“. Im Norden liegt das Große Wehl, ein See, der als „Elbloch“ bei Überflutungen in früheren Jahrhunderten entstanden ist. Der Ort liegt im Biosphärenreservat Mittelelbe. Östlich des Dorfes beginnt das Naturschutzgebiet Aland-Elbe-Niederung.
Nachbarorte sind Werder im Osten, Klein Beuster im Südosten und Esack im Südwesten.

## Geschichte

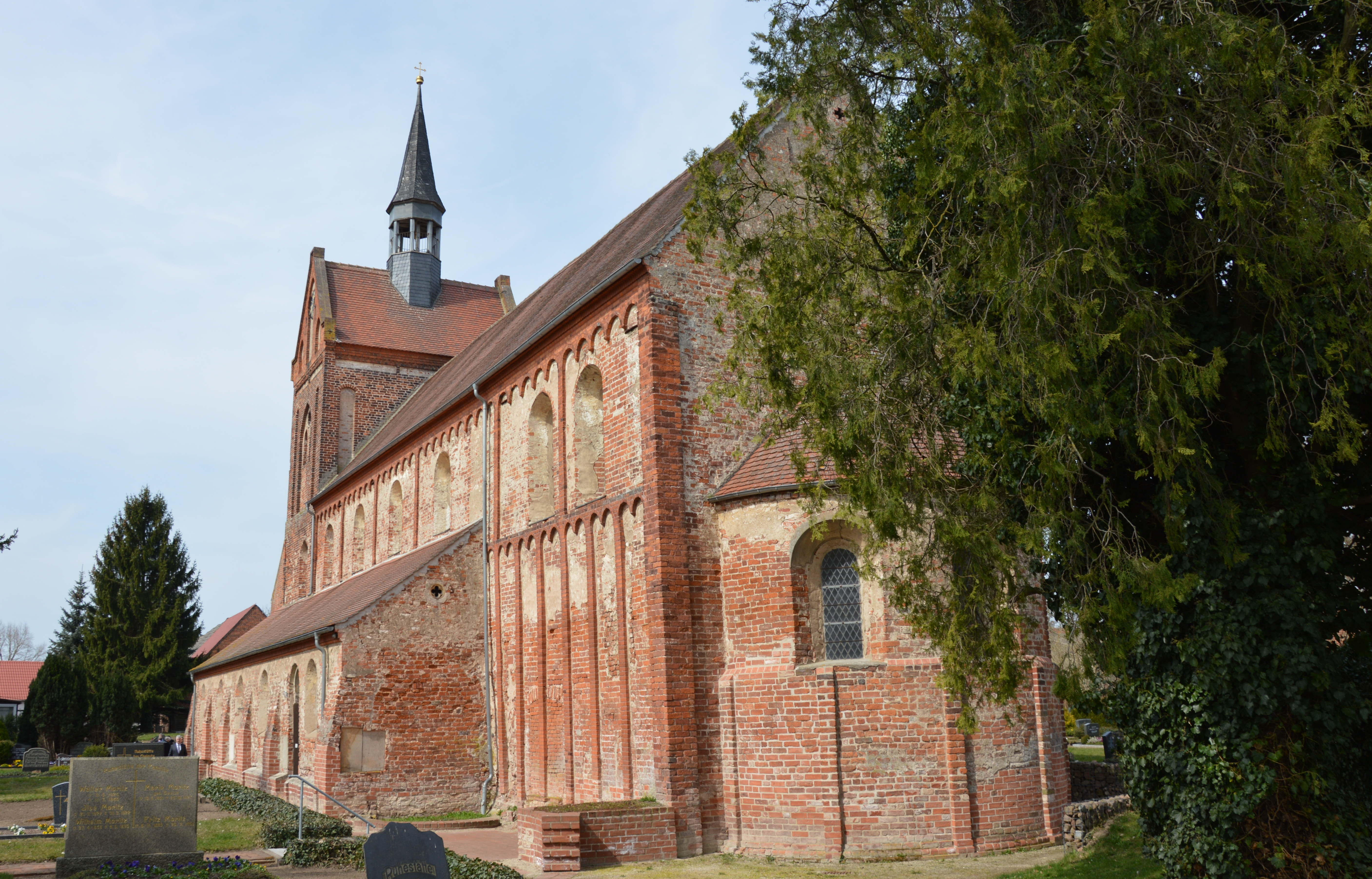
Evangelische Stiftskirche St. Nikolaus

Im Jahre 1246 wurde Conradus de Gotberge, Canonicus in Boystere als Zeuge in einer Urkunde in Wittenberge genannt. Weitere Nennungen sind 1269 Rodolfus de Boyster, 1300 Ludolphus, decanus in Boiester und 1370 Datum et Actum Boyster. Im Landbuch der Mark Brandenburg von 1375 wird unter den markgräflichen Kirchlehen Omnes prebende collegii in Boester aufgeführt. 1484 wird eine Wassermühle am Tauben Aland genannt. Der Zusatz Groß erscheint erstmals in Urkunden im Jahre 1600 als Grossen=Boister, danach heißt es 1686 Groß oder Nieder Beuster und 1687 Grossen Boister. In einem Kataster aus dem Jahre 1725 wurden in Groß Beuster eine Schmiede, zwei Schneider, 8 Garnweber und ein Radmacher aufgeführt.
Im Jahre 1804 gab im Dorf Groß Beuster drei Krüge, neben vielen bäuerlichen Bewohnern einen Radmacher, einen Schiffer, eine Schmiede und eine Windmühle.

### Eingemeindungen
Am 30. September 1928 wurden die Landgemeinden Groß Beuster und Klein Beuster mit dem Gutsbezirk Esack zur Landgemeinde Beuster zusammengelegt, Groß Beuster wurde zum Ortsteil der Gemeinde Beuster. Durch den Zusammenschluss von Beuster mit anderen Gemeinden zum 1. Januar 2010 zu einer neuen Gemeinde mit dem Namen Hansestadt Seehausen (Altmark) wurde Beuster selbst ein Ortsteil. Seitdem gibt es nur noch den Wohnplatz Groß Beuster.

### Einwohnerentwicklung
| Jahr | Einwohner |
| ---- | --------- |
| 1734 | 354       |
| 1775 | 345       |
| 1789 | 394       |
| 1798 | 422       |
| 1801 | 438       |

| Jahr | Einwohner |
| ---- | --------- |
| 1818 | 310       |
| 1840 | 393       |
| 1864 | 450       |
| 1871 | 424       |
| 1885 | 357       |

| Jahr | Einwohner |
| ---- | --------- |
| 1892 | [00]341   |
| 1895 | 195       |
| 1905 | 308       |
| 1910 | [00]304   |

Quelle wenn nicht angegeben:

## Religion

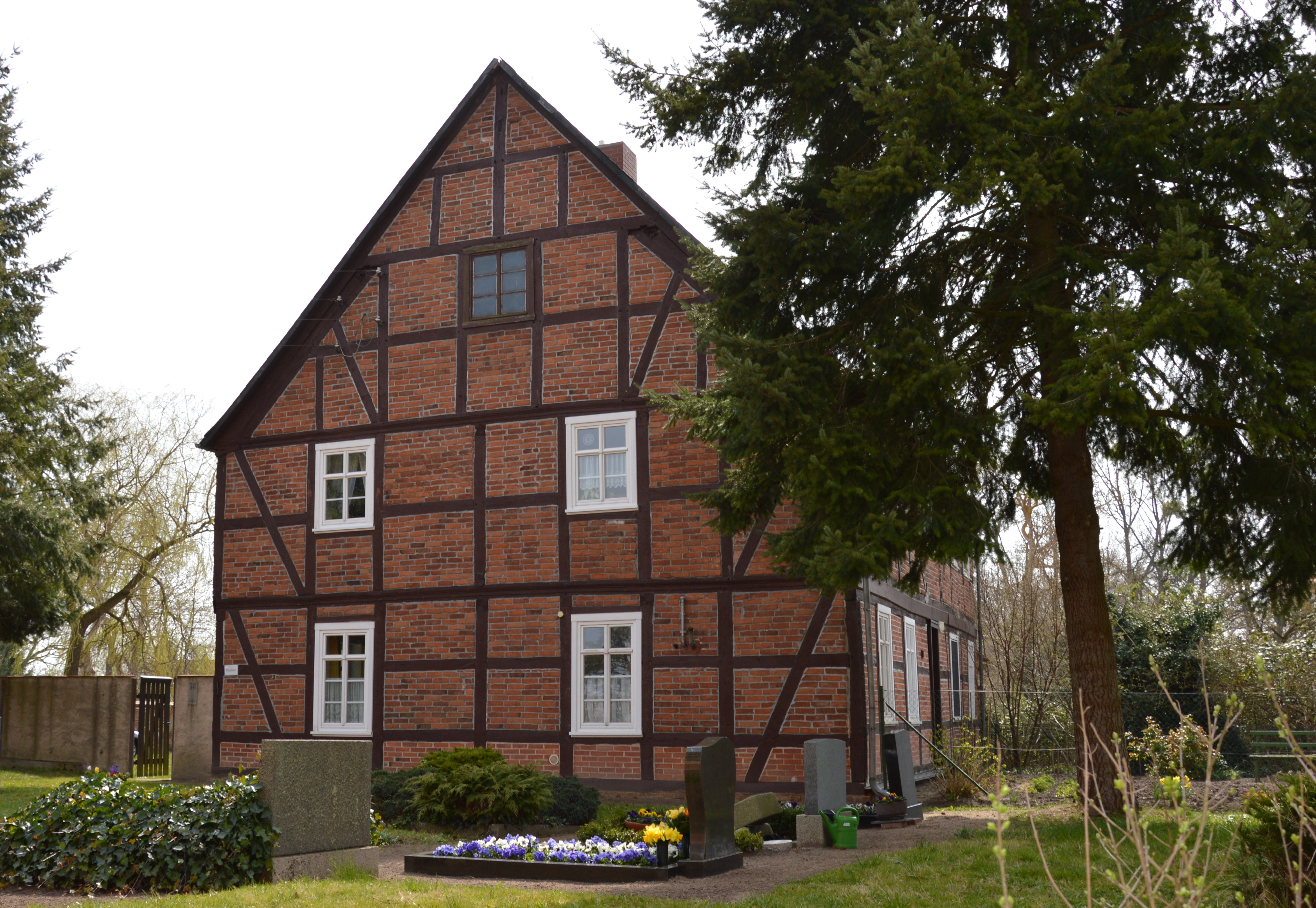
Pfarrhaus Groß Beuster in der Schulstraße

Die evangelische Kirchengemeinde Groß Beuster wurde am 27. Juli 1995 mit der Kirchengemeinde Klein Beuster zur Kirchengemeinde Beuster zusammengeschlossen. Sie wird betreut vom Pfarrbereich Beuster des Kirchenkreises Stendal im Propstsprengel Stendal-Magdeburg der Evangelischen Kirche in Mitteldeutschland.
Früher gehörte die Kirchengemeinde Groß Beuster zur Pfarrei Groß Beuster in der Altmark. Von der Pfarrei wurden im Jahre 1903 betreut: Geestgottberg, Geesterhof, den Bethke'scher Ackerhof nebst Chausseehaus im Gutsbezirk Eickerhöfe, Losenrade mit Steinfelde, die Wohnplätze Elbbrücke und Geestermühle, sowie Werder mit Werderholz.
Die ältesten überlieferten Kirchenbücher für Groß Beuster stammen aus dem Jahre 1673.

## Kultur und Sehenswürdigkeiten

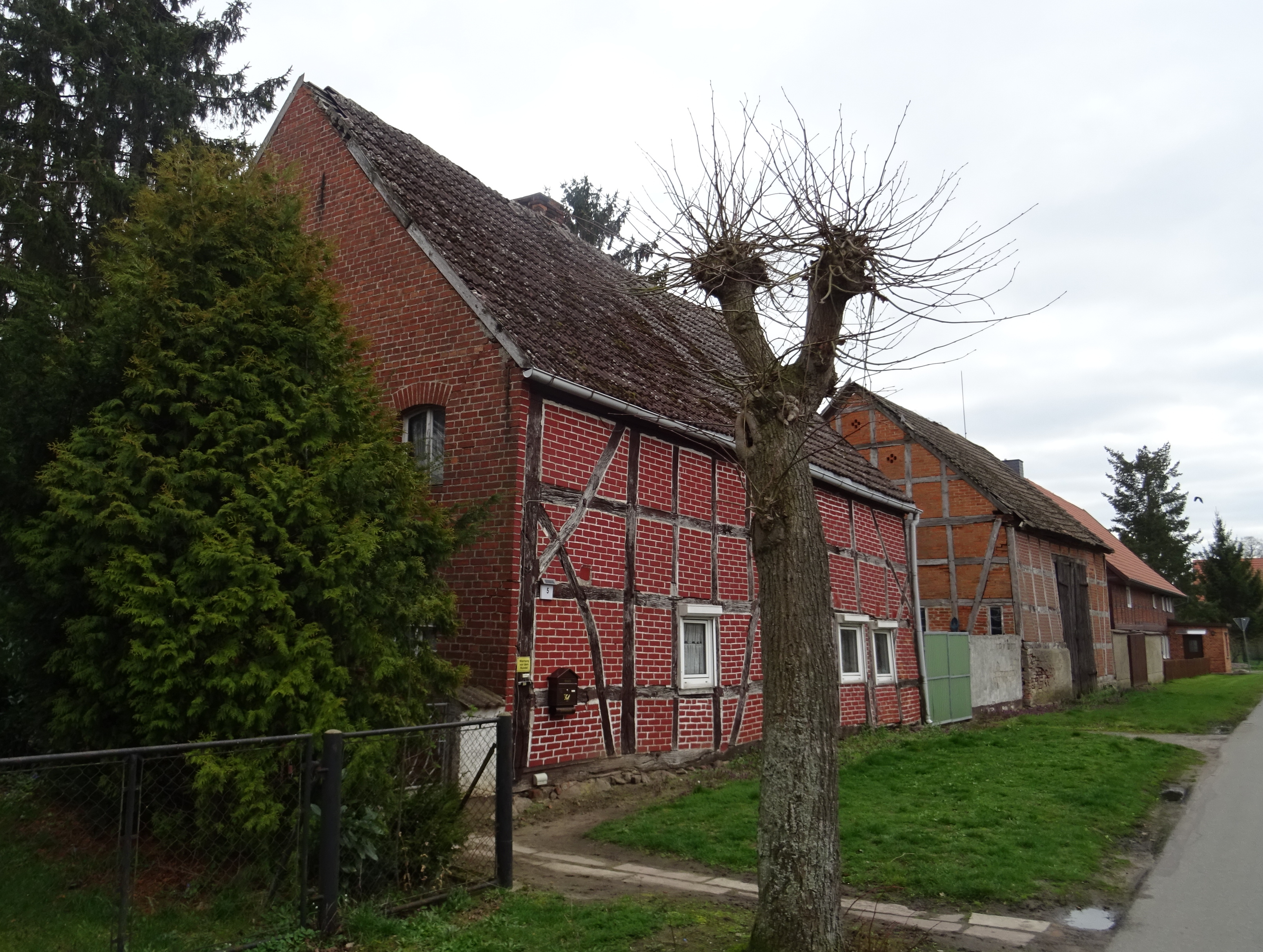
Fachwerkhaus in der Wehlstraße

- Die St. Nikolaus-Kirche in Groß Beuster gehört zu den ältesten Backsteinbauten nördlich der Alpen. Am Anfang des 21. Jahrhunderts fanden umfassende Sanierungsarbeiten statt zusammen mit einer baugeschichtlichen Untersuchung und Dokumentation.[7]
- Im Ort gibt es einen guten Bestand an denkmalgeschützten Fachwerkhäusern.

## Trivia
In früheren Zeiten machte der fette Boden bei starkem Regenwetter den Verkehr zu Fuß fast unmöglich. Beckmann schreibt dazu 1753, dass die Einwohner von früher Jugend darin geübt waren, auf Stelzen zu gehen. Die Stelzen wurden unter den Füßen zugeschnürt und waren 2 bis 3 Fuß hoch. Sie konnten damit so gut laufen, wie andere zu Fuß, wörtlich schreibt er: ohne strok zugehen wissen, als andere mit den füssen auf platten lande.